# دوسر مختلط
دوسر مختلط (الاسم العلمي:Aegilops mixta) هي نوع نباتي يتبع جنس الدوسر من الفصيلة النجيلية. 